# Метр (стихосложение)
Метр (др.-греч. μέτρον мера, мерило; нем. Versmaß) в стиховедении — мера стиха, его структурная единица. В античной метрике (науке о стихе) метр соответствует стопе или группе стоп, объединённых иктом (главным ритмическим ударением). В послеантичные времена содержание термина «метр» потеряло устойчивое значение — под метром стали понимать также стихотворный размер (например, гекзаметр), строфические образования («горацианские метры») и, наконец, «самую общую схему звукового ритма стиха» (М. Л. Гаспаров).

## Метр в античном стихосложении
Античный метр мог быть одностопным и двустопным. В анапестических, трохеических и ямбических стихах метр обычно двустопный, состоит из двух стоп (т. н. диподии); напр. три ямбических метра в составе ямбического акаталектического триметра:
U—́ ¦ U— | U—́ ¦ U— | U—́ ¦ U—
volés sonare: tú pudica, tú proba (Hor. Ep. XVII, 41)
В некоторых случаях ямбического и трохеического стиха метр может быть одностопным, напр. в ямбическом сенаре:
U—́ | U—́ | U—́ | U—́ | U—́ | U—́
Fabúlla: númquid ílla, Páule, péierát? (Mart. Ep. VI 12, 2 (недоступная ссылка))
В дактилических и пр. стихах метр одностопный, состоит из одной стопы; напр. четыре дактилических метра в составе дактилического каталектического тетраметра:
—́UU | —́UU | —́UU | —́U
néc tenerúm Lycidán mirabére (Hor. Carm. I 4, 19)